# Amadio degli Amidei

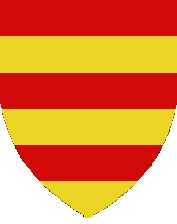
Stemma della famiglia degli Amidei

Amadio degli Amidei (Firenze, ... – Firenze, 18 aprile 1266) è stato uno dei Sette Santi Fondatori dell'Ordine dei Servi di Maria.

## Biografia
Membro di una nobile e ricca famiglia fiorentina, strinse una forte amicizia con gli altri sei santi. Insieme a loro si ritirò in una casetta appena fuori da Firenze. Tuttavia, molti andavano da lui per chiedergli suggerimenti sulle cose da fare, su come farsi perdonare e per risolvere altri dubbi di questo genere. Tutto ciò impediva ai Sette di concentrarsi e di pregare. Allora decisero di ritirarsi sul Monte Senario e Amadio si dedicò al servizio della Madonna. I sette strinsero un patto in cui dichiararono che se tutti non fossero riusciti a salire in Paradiso, allora nessuno dei sette avrebbe potuto accedervi.
Questo, pur conoscendosi i sette e conoscendo la propria forza di volontà, era un fatto quasi incredibile. Per quel tempo, in cui c'era un rispetto per la vita ultraterrena, cioè per l'eternità, che era enorme, mettere in gioco una cosa così importante, era praticamente unico. Amadio, come gli altri santi, si dedicò all'aiuto dei bisognosi, seguendo la volontà di Dio. Abbandonò tutte le sue ricchezze ed i suoi possedimenti per potersi sentire più vicino a Dio, senza essere distolto dai beni terreni. Il 18 aprile del 1266 morì e, secondo una leggenda, gli altri padri videro una luce salire al cielo, in segno di questo suo immenso amore per Dio.

## Canonizzazione
Papa Leone XIII lo canonizzò assieme agli altri sei il 15 gennaio del 1888.

## Culto
Sant'Amadio degli Amidei è festeggiato il 12 febbraio. La ricorrenza dei Sette Santi Fondatori viene celebrata invece il 17 febbraio.